# Marcus Rashford
Marcus Rashford MBE (Manchester, 31 de outubro de 1997) é um futebolista inglês que atua como atacante. Atualmente joga pelo Barcelona, emprestado pelo Manchester United.

## Carreira

### Manchester United
Relacionado pela primeira vez em novembro de 2015, na vitória por 2 a 1 sobre o Watford, não saiu do banco de reservas. Sua estreia aconteceu no dia 25 de fevereiro de 2016, nas oitavas de final da Liga Europa da UEFA, contra o Midtjylland, após o francês Anthony Martial se lesionar.
Rashford foi o herói da classificação do United ao marcar duas vezes na goleada por 5 a 1, tornando-se, aos 18 anos e 117 dias, o mais jovem jogador a marcar pela equipe numa competição europeia, superando o lendário George Best.
Pela Premier League, a estreia foi no clássico entre United e Arsenal. E, novamente, o jovem atacante surpreendeu ao balançar as redes duas vezes na vitória por 3 a 2. Com os tentos marcados, Rashford obteve mais um recorde: o de mais jovem atleta a marcar duas vezes na Premier League.
No dérbi de Manchester, realizado em 20 de março, Rashford marcou o gol da vitória do United sobre o Manchester City, tornando-se, aos 18 anos e 141 dias, o atleta mais jovem a marcar um gol no clássico.
Já no dia 30 de maio, o atacante renovou seu contrato com o Manchester United até junho de 2020, com opção de estendê-lo por mais uma temporada. No dia 27 de agosto, marcou nos acréscimos contra o Hull City, na vitória por 1 a 0 pela terceira rodada da Premier League.

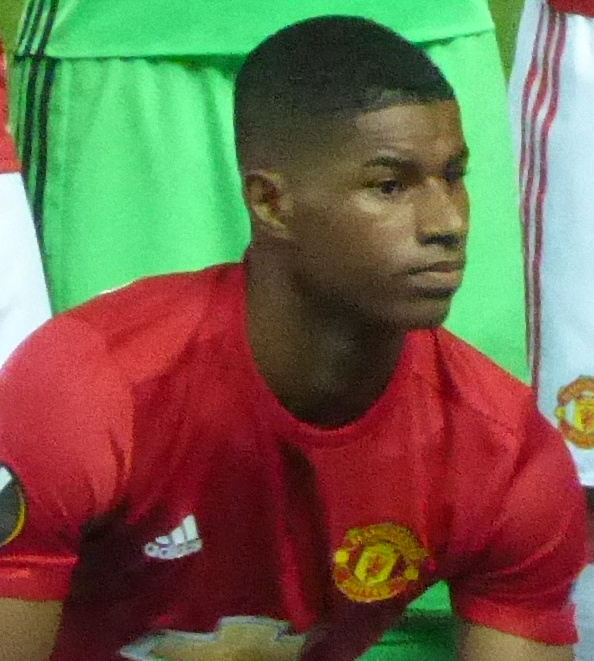
Rashford antes de uma partida pelo United em 2016

O jovem jogador seguiu sua carreira nos Red Devils colecionando gols e alguns títulos. Seu primeiro troféu continental com a camisa vermelha aconteceu em sua segunda temporada, na final da Liga Europa da UEFA de 2016–17, diante do Ajax.
Apesar de não ter participado de gols no jogo decisivo, tampouco na fase de grupos, Marcus foi uma figura relevante a partir da metade da competição. O atacante marcou o gol da vitória nos acréscimos do jogo de volta das quartas de final diante do Anderlecht, aplicou mais um tento na vitória simples no jogo de ida das semifinais, e deu uma assistência para Marouane Fellaini abrir o placar contra o Celta de Vigo no jogo de volta.
Rashford não conseguiu vencer a Liga Europa nas temporadas seguintes, tendo, no máximo, chegado a final diante do Villarreal em 2021. Na partida, que foi decidida em uma longa disputa por pênaltis, o atacante chegou a acertar sua cobrança, mas viu David de Gea, goleiro do United, errar sua penalidade e assim ceder o título ao clube espanhol.
Após o título da Liga Europa em 2017, Rashford pôde disputar a Supercopa da UEFA contra o Real Madrid num jogo único realizado no Estádio Felipe II. O atacante começou no banco de reservas e entrou no segundo ocasião, mas não conseguiu impedir a derrota por 2 a 1.
O jogador continuou na equipe durante as participações do United na Liga dos Campeões. Todavia, os Diabos Vermelhos não conseguiam passar das quartas de final. Apesar disso, Rashford chegou a ter boas atuações, como quando marcou o gol da classificação nas oitavas de final em 2019, diante do Paris Saint-Germain, e quando anotou seu primeiro hat-trick na competição na fase de grupos da temporada 2019–20, ao enfrentar o Red Bull Leipzig.
Em competições nacionais, o jogador conseguiu conquistar melhores posições em copas. Na sua temporada de estreia, conseguiu vencer a Copa da Inglaterra diante do Crystal Palace. Rashford, inclusive, chegou a disputar mais uma final da competição em 2018, mas amargou um vice-campeonato para o Chelsea. No ano anterior, em 2017, o jogador pôde também conquistar seu primeiro troféu de Copa da Liga, quando o United derrotou Southampton na partida decisiva.

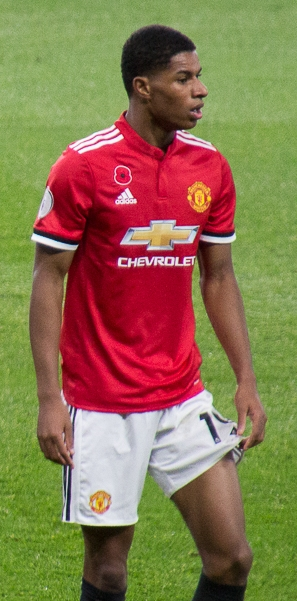
Rashford atuando pelo United em 2017

No segundo semestre de 2016, o jogador disputou a Supercopa da Inglaterra pela primeira vez na carreira. Diante do Leicester, o atacante viu o experiente Zlatan Ibrahimović desempatar o jogo com um gol de cabeça e garantir o troféu para o United após um triunfo por 2 a 1.
Apesar dos troféus em Copas, a Premier League para Rashford sempre foi algo incerto. O jogador chegou a conquistar o vice-campeonato em duas oportunidades (2018 e 2021), mas não levantou nenhum troféu nessas temporadas. Apesar disso, Rashford sempre manteve um desempenho muito regular na competição destacando-se individualmente em algumas oportunidades, como quando marcou um doblete contra o Liverpool em 2018 e participou de três gols contra o Fulham naquele mesmo ano.
Em janeiro de 2020, aos 23 anos, Rashford pôde ser o capitão do time pela primeira vez na carreira. Ainda na Copa da Liga, o atacante jogou a semifinal diante do Manchester City como principal nome da equipe, mas viu o time de Pep Guardiola superá-los pelo placar de 3 a 1. O único gol dos Red Devils foi marcado pelo próprio Rashford. Na partida de volta, Rashford não entrou em campo por lesão e seu time venceu o duelo, mas não conseguiu superar o adversário no placar agregado.
Em fevereiro de 2021, após chegar a marca de 85 gols pelo United, o atacante alcançou o mesmo número de gols de David Beckham, um ídolo do clube. O ex-jogador, por sua vez, brincou com a situação e elogiou o goleador do United nas redes sociais.

#### 2022–23
Rashford teve grande atuação no dia 4 de setembro de 2022, quando marcou duas vezes na vitória por 3 a 1 sobre o Arsenal, válida pela Premier League. O atacante marcou seu centésimo gol pelo Manchester United no dia 30 de outubro, na vitória de 1 a 0 contra o West Ham, no Old Trafford, em jogo realizado pela 14ª rodada da Premier League.
Seu primeiro gol em 2023 foi marcado no dia 3 de janeiro, na vitória por 3 a 0 contra o Bournemouth, válida pela Premier League. Já no dia 10 de janeiro, o jogador marcou um doblete na vitória por 3 a 0 contra o Charlton Athletic, dessa vez em jogo válido pela Copa da Liga Inglesa. Vivendo grande fase no ano, voltou a marcar duas vezes no dia 19 de fevereiro, em mais uma vitória por 3 a 0, dessa vez contra o Leicester.
Principal jogador do United desde a saída do craque Cristiano Ronaldo, Rashford foi fundamental na conquista da Copa da Liga Inglesa, balançando as redes na final e garantindo a vitória por 2 a 0 contra o Newcastle. Apesar do título e dos seis gols naquela Copa da Liga, o atleta só conseguiu balançar as redes uma vez na Copa da Inglaterra daquela temporada. Na final da FA Cup, amargou o vice-campeonato para o rival Manchester City, que conquistou a tríplice coroa naquela temporada.
O atacante encerrou a temporada 2022–23, a melhor em números da sua carreira, com 56 jogos, 30 gols marcados e nove assistências distribuídas.

#### 2023–24
Apesar de ter feito uma grande temporada anterior, Rashford teve certa dificuldade para encontrar-se na temporada 2023–24. Na Premier League, pelo semestre de 2023, o jogador só fizera três gols em 19 partidas, sendo que o time só havia vencido um desses confrontos.
Somado a má fase, Rashford envolveu-se em uma polêmica em janeiro de 2024. O atacante foi flagrado em uma boate na cidade de Belfast, na Irlanda do Norte, durante a folga do elenco dos Red Devils. No dia seguinte, o jogador até se apresentou no CT do United, mas afirmou ao treinador Erik ten Hag que não treinaria por estar doente. Ten Hag, ao descobrir o incidente, puniu o jogador excluindo-o da partida contra o Newport County, pela Copa da Inglaterra.
Apesar disso, o técnico afirmou, dois meses depois, que não tinha a intenção de vender Rashford, que havia renovado seu contrato em julho de 2023. A declaração foi feita nas vésperas de uma partida contra o Liverpool, pelas quartas de final da Copa da Inglaterra. Nesse mesmo jogo, o atacante garantiu o empate em 3 a 3 na prorrogação, minutos antes de Amad Diallo desempatar o placar e garantir o Manchester na semifinal pelo segundo ano seguido.
Após a equipe derrotar o Conventry City nas penalidades, Rashford teve a chance de conquistar seu segundo título de FA Cup. Contra o Manchester City, Marcus foi titular, mas não chegou a participar de nenhum gol na vitória dos Red Devils por 2 a 1.
Rashford terminou sua temporada com oito gols em 43 jogos. Suas performances abaixo do esperado fizeram com que ele atuasse em alguns jogos saindo do banco de reservas, mas a principal surpresa foi quando seu nome não apareceu na pré-lista de convocados para Eurocopa de 2024. O treinador da Inglaterra, Gareth Southgate, afirmou que ele não havia conseguido voltar a ter uma intensidade de jogo desde que havia se lesionado no meio da temporada. Desse modo, mesmo sendo uma decisão difícil, o técnico optou por não chamar o atacante.

#### 2024–25
Rashford passou a repetir suas performances ruins no decorrer da época seguinte. Com o decorrer dos jogos, com derrotas na Supercopa da Inglaterra e outros da Liga Inglesa, Erik foi demitido e foi substituído interinamente pelo ídolo neerlandês Ruud van Nistelrooy, mas o atacante, que já havia marcado quatro vezes com ten Hag, passou em branco nos quatro jogos invictos do comandante interino. Por fim, o United contratou Ruben Amorim para o cargo e Marcus passou a ter momentos menos participativos com o português.
O início foi positivo, o jogador marcou três gols nos dois primeiros jogos de Premier League de Ruben, mas depois começou a ter performances menos positivas e começou a figurar no banco de reservas até, subitamente, deixar de ser relacionado aos jogos do clube inglês. A ausência do jogador nos gramados tornou-se frequente e o atleta cogitou deixar o clube em janeiro de 2025.
Após concluir o mês de janeiro sem participar de nenhuma partida com a equipe de Manchester, a mídia inglesa questionava Ruben constantemente sobre a ausência do inglês. O treinador, em determinada oportunidade, respondera que ele preferia colocar o preparador de goleiros invés de um jogador "que não dá o máximo todos os dias nos treinos". Uma semana depois, Marcus saiu da equipe para assinar, pela primeira vez desde sua estreia profissional, com outro clube.

#### Aston Villa (empréstimo)
No dia 2 de fevereiro de 2025, após especulações com diversos clubes de muitos países diferentes, Rashford rumou à Birmingham para assinar com o Aston Villa até o fim da temporada. A equipe, à época treinada por Unai Emery, possuía a opção de comprar o atacante pelo valor fixado de 40 milhões de euros.
Barcelona (empréstimo)
Em 23 de julho de 2025, o Barcelona anunciou a contratação atacante inglês, por empréstimo junto ao Manchester United. O contrato é até o fim da temporada 2025/26 e tem opção de compra de 30 milhões de euros (R$ 195,3 milhões).

## Seleção Nacional
No dia 27 de maio de 2016, estreou pela Seleção Inglesa principal na vitória por 2 a 1 contra a Austrália. O atacante só precisou de 138 segundos para marcar seu primeiro gol, tornando-se assim o jogador mais jovem a marcar na sua estreia pela Seleção Inglesa, com 18 anos e 208 dias.
Já no dia 31 de maio, Rashford foi convocado pelo treinador Roy Hodgson para a disputa da Euro 2016.
Em 14 de outubro de 2019, em um jogo contra a Bulgária, válido pelas Eliminatórias da Eurocopa, Rashford foi vítima de racismo ao lado do atacante Raheem Sterling. A Inglaterra goleou por 6 a 0 e o atacante declarou após o jogo:
| “                 | Não é uma situação fácil de jogar e nem uma que deveria acontecer em 2019. Orgulhosamente, nós passamos por cima dela para levar os três pontos, mas isso precisa ser eliminado. Também soube do que o capitão da Bulgária fez no intervalo (conversou com torcedores). Fazer a coisa certa exige coragem e atos como esse não devem passar despercebidos. | ” |
| — Marcus Rashford | |   |

Convocado por Gareth Southgate para a Copa do Mundo FIFA de 2022, Rashford atuou no primeiro jogo da Inglaterra no Grupo B, contra o Irã. O atacante começou no banco de reservas, mas entrou no segundo tempo, no lugar de Bukayo Saka, e marcou um dos gols na goleada por 6 a 2.

## Vida pessoal

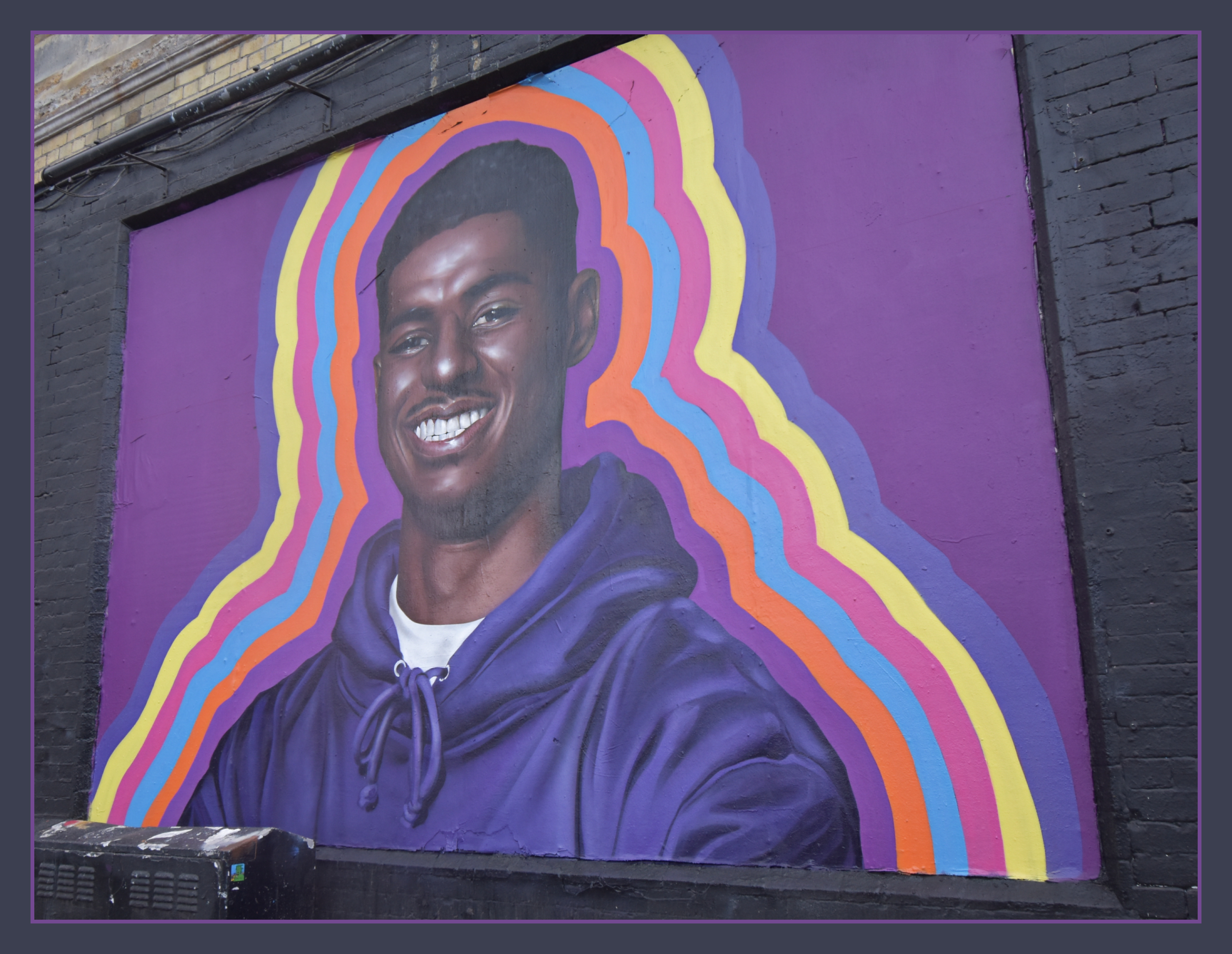
Uma homenagem ao jogador em um muro da Inglaterra

Filho de Melanie Maynard, Marcus Rashford possui quatro irmãos. O atacante é conhecido pelo ativismo e pela caridade em ajuda às crianças necessitadas. Frequentemente, Rashford e sua mãe visitam abrigos para moradores de rua, distribuem alimentos e entregam cestas básicas. Teve seu reconhecimento em janeiro de 2021, quando recebeu uma ligação do primeiro-ministro britânico Boris Johnson.
Em novembro de 2021, após ter liderado campanhas para ajudar a alimentar crianças carentes durante a pandemia de COVID-19, Rashford foi condecorado pelo Príncipe William com a Ordem do Império Britânico.
Em maio de 2023, enquanto estava em uma boate, Marcus viu a jogadora Alisha Lehmann ser cercada por homens no ambiente. A mulher estava sofrendo assédio por parte desses e coube a Rashford afastá-la dessa situação convidando-a para a área VIP, onde Alisha e suas amigas puderam se afastar do cerco de assediadores. Os dois trocaram palavras de agradecimento e a atleta conseguiu sair ilesa da situação.

## Estatísticas
Atualizadas até 25 de maio de 2024.[carece de fontes?]
Clubes
| Equipe            | Temporada         | Campeonato nacional | Campeonato nacional | Campeonato nacional | Copas nacionais[a] | Copas nacionais[a] | Copas nacionais[a] | Competições continentais[b] | Competições continentais[b] | Competições continentais[b] | Outros torneios[c] | Outros torneios[c] | Outros torneios[c] | Total | Total | Total   |
| Equipe            | Temporada         | Jogos               | Gols                | Assist.             | Jogos              | Gols               | Assist.            | Jogos                       | Gols                        | Assist.                     | Jogos              | Gols               | Assist.            | Jogos | Gols  | Assist. |
| ----------------- | ----------------- | ------------------- | ------------------- | ------------------- | ------------------ | ------------------ | ------------------ | --------------------------- | --------------------------- | --------------------------- | ------------------ | ------------------ | ------------------ | ----- | ----- | ------- |
| Manchester United | 2015–16           | 11                  | 5                   | 2                   | 4                  | 1                  | 0                  | 3                           | 2                           | 0                           | —                  | —                  | —                  | 18    | 8     | 2       |
| Manchester United | 2016–17           | 32                  | 5                   | 2                   | 9                  | 4                  | 1                  | 11                          | 2                           | 4                           | 1                  | 0                  | 0                  | 53    | 11    | 7       |
| Manchester United | 2017–18           | 35                  | 7                   | 5                   | 8                  | 3                  | 2                  | 8                           | 3                           | 2                           | 1                  | 0                  | 0                  | 52    | 13    | 9       |
| Manchester United | 2018–19           | 33                  | 10                  | 6                   | 4                  | 1                  | 1                  | 10                          | 2                           | 0                           | —                  | —                  | —                  | 47    | 13    | 7       |
| Manchester United | 2019–20           | 31                  | 17                  | 7                   | 7                  | 4                  | 1                  | 6                           | 1                           | 1                           | —                  | —                  | —                  | 44    | 22    | 9       |
| Manchester United | 2020–21           | 31                  | 10                  | 7                   | 7                  | 2                  | 3                  | 13                          | 8                           | 0                           | —                  | —                  | —                  | 57    | 21    | 12      |
| Manchester United | 2021–22           | 25                  | 4                   | 2                   | 2                  | 0                  | 0                  | 5                           | 1                           | 0                           | —                  | —                  | —                  | 32    | 5     | 2       |
| Manchester United | 2022–23           | 35                  | 17                  | 5                   | 12                 | 7                  | 3                  | 9                           | 6                           | 1                           | —                  | —                  | —                  | 56    | 30    | 9       |
| Manchester United | 2023–24           | 33                  | 7                   | 2                   | 6                  | 1                  | 1                  | 4                           | 0                           | 2                           | —                  | —                  | —                  | 43    | 8     | 5       |
| Total na carreira | Total na carreira | 266                 | 82                  | 37                  | 58                 | 23                 | 12                 | 69                          | 25                          | 10                          | 2                  | 0                  | 0                  | 402   | 131   | 62      |

- a. ^ Jogos da Copa da Inglaterra e Copa da Liga Inglesa
- b. ^ Jogos da Liga Europa, Liga dos Campeões e Supercopa da UEFA
- c. ^ Jogos da Supercopa da Inglaterra

### Seleção Inglesa
Expanda a caixa de informações para conferir todos os jogos deste jogador, pela sua seleção nacional.
Sub-16
|    | Data                   | Local | Resultado | Adversário       | Gol(s) | Assis. | Competição |
| -- | ---------------------- | ----- | --------- | ---------------- | ------ | ------ | ---------- |
| 1. | 27 de setembro de 2012 |       | 5–0       | Irlanda do Norte | 0      | 0      | Amistoso   |
| 2. | 1 de novembro de 2012  |       | 1–0       | País de Gales    | 0      | 0      | Amistoso   |

Sub-18
|    | Data                   | Local                 | Resultado | Adversário | Gol(s) | Assis. | Competição |
| -- | ---------------------- | --------------------- | --------- | ---------- | ------ | ------ | ---------- |
| 1. | 15 de novembro de 2014 | Stadion GOSiR, Gdynia | 3–2       | Polónia    | 0      | 0      | Amistoso   |
| 2. | 17 de novembro de 2014 | Stadion GOSiR, Gdynia | 4–1       | Polónia    | 0      | 1      | Amistoso   |

Sub-20
|    | Data                | Local                       | Resultado | Adversário | Gol(s) | Assis. | Competição |
| -- | ------------------- | --------------------------- | --------- | ---------- | ------ | ------ | ---------- |
| 1. | 27 de março de 2016 | Keepmoat Stadium, Doncaster | 1–2       | Canadá     | 0      | 1      | Amistoso   |

Sub-21
|    | Data                  | Local                 | Resultado | Adversário | Gol(s) | Assis. | Competição                |
| -- | --------------------- | --------------------- | --------- | ---------- | ------ | ------ | ------------------------- |
| 1. | 6 de setembro de 2016 | Community, Colchester | 6–1       | Noruega    | 3      | 0      | Elim. Europeu Sub-21 2017 |

Seleção principal
|     | Data                   | Local                                  | Resultado   | Adversário     | Gol(s) | Assis. | Competição                  |
| --- | ---------------------- | -------------------------------------- | ----------- | -------------- | ------ | ------ | --------------------------- |
| 1.  | 27 de maio de 2016     | Estádio da Luz, Sunderland             | 1–2         | Austrália      | 1      | 0      | Amistoso                    |
| 2.  | 16 de junho de 2016    | Stade Bollaert-Delelis, Lens           | 2–1         | País de Gales  | 0      | 0      | Euro 2016                   |
| 3.  | 27 de junho de 2016    | Allianz Riviera, Nice                  | 1–2         | Islândia       | 0      | 0      | Euro 2016                   |
| 4.  | 8 de outubro de 2016   | Estádio de Wembley, Londres            | 2–0         | Malta          | 0      | 0      | Elim. Copa do Mundo de 2018 |
| 5.  | 11 de outubro de 2016  | Stožice Stadium, Liubliana             | 0–0         | Eslovênia      | 0      | 0      | Elim. Copa do Mundo de 2018 |
| 6.  | 15 de novembro de 2016 | Estádio de Wembley, Londres            | 2–2         | Espanha        | 0      | 0      | Amistoso                    |
| 7.  | 22 de março de 2017    | Signal Iduna Park, Dortmund            | 0–1         | Alemanha       | 0      | 0      | Amistoso                    |
| 8.  | 26 de março de 2017    | Estádio de Wembley, Londres            | 2–0         | Lituânia       | 0      | 0      | Elim. Copa do Mundo de 2018 |
| 9.  | 10 de junho de 2017    | Hampden Park, Glasgow                  | 2–2         | Escócia        | 0      | 0      | Elim. Copa do Mundo de 2018 |
| 10. | 1 de setembro de 2017  | National Stadium, Ta' Qali             | 4–0         | Malta          | 0      | 1      | Elim. Copa do Mundo de 2018 |
| 11. | 4 de setembro de 2017  | Estádio de Wembley, Londres            | 2–1         | Eslováquia     | 1      | 0      | Elim. Copa do Mundo de 2018 |
| 12. | 5 de outubro de 2017   | Estádio de Wembley, Londres            | 1–0         | Eslovênia      | 0      | 0      | Elim. Copa do Mundo de 2018 |
| 13. | 8 de outubro de 2017   | LFF Stadium, Vilnius                   | 1–0         | Lituânia       | 0      | 0      | Elim. Copa do Mundo de 2018 |
| 14. | 10 de novembro de 2017 | Estádio de Wembley, Londres            | 0–0         | Alemanha       | 0      | 0      | Amistoso                    |
| 15. | 14 de novembro de 2017 | Estádio de Wembley, Londres            | 0–0         | Brasil         | 0      | 0      | Amistoso                    |
| 16. | 23 de março de 2018    | Johan Cruyff Arena, Amesterdão         | 1–0         | Países Baixos  | 0      | 0      | Amistoso                    |
| 17. | 27 de março de 2018    | Estádio de Wembley, Londres            | 1–1         | Itália         | 0      | 0      | Amistoso                    |
| 18. | 2 de junho de 2018     | Estádio de Wembley, Londres            | 2–1         | Nigéria        | 0      | 0      | Amistoso                    |
| 19. | 7 de junho de 2018     | Elland Road, Leeds                     | 2–0         | Costa Rica     | 1      | 0      | Amistoso                    |
| 20. | 18 de junho de 2018    | Arena Volgogrado, Volgogrado           | 2–1         | Tunísia        | 0      | 0      | Copa do Mundo de 2018       |
| 21. | 28 de junho de 2018    | Estádio de Kaliningrado, Kaliningrado  | 0–1         | Bélgica        | 0      | 0      | Copa do Mundo de 2018       |
| 22. | 3 de julho de 2018     | Arena Otkrytie, Moscou                 | (4) 1–1 (3) | Colômbia       | 0      | 0      | Copa do Mundo de 2018       |
| 23. | 7 de julho de 2018     | Estádio de Samara, Samara              | 2–0         | Suécia         | 0      | 0      | Copa do Mundo de 2018       |
| 24. | 11 de julho de 2018    | Estádio Lujniki, Moscou                | 1–2         | Croácia        | 0      | 0      | Copa do Mundo de 2018       |
| 25. | 14 de julho de 2018    | Estádio Krestovsky, São Petersburgo    | 0–2         | Bélgica        | 0      | 0      | Copa do Mundo de 2018       |
| 26. | 8 de setembro de 2018  | Estádio de Wembley, Londres            | 1–2         | Espanha        | 1      | 0      | Liga das Nações da UEFA     |
| 27. | 11 de setembro de 2018 | King Power Stadium, Leicester          | 1–0         | Suíça          | 1      | 0      | Amistoso                    |
| 28. | 12 de outubro de 2018  | Stadion Rujevica, Rijeka               | 0–0         | Croácia        | 0      | 0      | Liga das Nações da UEFA     |
| 29. | 15 de outubro de 2018  | Estádio Benito Villamarín, Sevilha     | 3–2         | Espanha        | 1      | 1      | Liga das Nações da UEFA     |
| 30. | 15 de novembro de 2018 | Estádio de Wembley, Londres            | 3–0         | Estados Unidos | 0      | 0      | Amistoso                    |
| 31. | 18 de novembro de 2018 | Estádio de Wembley, Londres            | 2–1         | Croácia        | 0      | 0      | Liga das Nações da UEFA     |
| 32. | 6 de junho de 2019     | Estádio D. Afonso Henriques, Guimarães | 1–3         | Países Baixos  | 1      | 0      | Liga das Nações da UEFA     |
| 33. | 7 de setembro de 2019  | Estádio de Wembley, Londres            | 4–0         | Bulgária       | 0      | 0      | Elim. Eurocopa 2020         |
| 34. | 10 de setembro de 2019 | St Mary's Stadium, Southampton         | 5–3         | Kosovo         | 0      | 0      | Elim. Eurocopa 2020         |
| 35. | 12 de outubro de 2019  | Estádio Sinobo, Praga                  | 1–2         | Tchéquia       | 0      | 0      | Elim. Eurocopa 2020         |
| 36. | 14 de outubro de 2019  | Estádio Nacional Vasil Levski, Sófia   | 6–0         | Bulgária       | 1      | 0      | Elim. Eurocopa 2020         |
| 37. | 14 de novembro de 2019 | Estádio de Wembley, Londres            | 7–0         | Montenegro     | 1      | 0      | Elim. Eurocopa 2020         |
| 38. | 17 de novembro de 2019 | Estádio Fadil Vokrri, Pristina         | 4–0         | Kosovo         | 1      | 0      | Elim. Eurocopa 2020         |
| 39. | 11 de outubro de 2020  | Estádio de Wembley, Londres            | 2–1         | Bélgica        | 1      | 0      | Liga das Nações da UEFA     |
| 40. | 14 de outubro de 2020  | Estádio de Wembley, Londres            | 0–1         | Dinamarca      | 0      | 0      | Liga das Nações da UEFA     |

## Títulos
Manchester United
- Liga Europa da UEFA: 2016–17
- Copa da Inglaterra: 2015–16 e 2023–24
- Supercopa da Inglaterra: 2016
- Copa da Liga Inglesa: 2016–17 e 2022–23

### Prêmios individuais
- 89º melhor jogador do ano de 2016 (Marca)[69]
- 3º melhor jovem do ano de 2017 (FourFourTwo)[70]
- Jogador do mês da Premier League: janeiro de 2019, setembro de 2022, janeiro de 2023 e fevereiro de 2023
- Equipe ideal da Liga Europa da UEFA: 2019–20 e 2022–23
- Gol do mês da Premier League: março de 2024

### Artilharias
- Copa da Liga Inglesa de 2022–23 (6 gols)
- Liga Europa da UEFA de 2022-23 (6 gols)